# Amtsgericht Penkun
Das Amtsgericht Penkun war ein preußisches Amtsgericht mit Sitz in Penkun, Provinz Pommern.

## Geschichte
In Penkun bestand von 1849 bis 1879 die Gerichtskommission Pencun des Kreisgerichtes Stettin. Das königlich preußische Amtsgericht Penkun wurde mit Wirkung zum 1. Oktober 1879 als eines von 14 Amtsgerichten im Bezirk des Landgerichtes Stettin im Bezirk des Oberlandesgerichtes Stettin gebildet. Der Sitz des Gerichtes war Penkun (damals auch Pencun). Sein Gerichtsbezirk umfasste aus dem Kreis Randow den Stadtbezirk Penkun, die Amtsbezirke Casekow, Penkun, Hohenreinkendorf (ohne den Teil der dem Amtsgericht Gartz zugeordnet war), aus dem Amtsbezirk Gartz die Gemeinde sowie die Gutsbezirke Cummerow und Woltersdorf sowie aus dem Amtsbezirk Glasow die Gemeindebezirke Glasow, Krackow und Neuenfeld, die Gutsbezirke Hohenholz und Krackow A und B sowie den Gemeinde- und Gutsbezirk Nadrensee. Am Gericht bestand 1880 eine Richterstelle. Das Amtsgericht war damit ein kleines Amtsgericht im Landgerichtsbezirk. Im Rahmen der Weltwirtschaftskrise wurden 60 Amtsgerichte als Folge von Sparverordnungen aufgehoben. Mit der Verordnung über die Aufhebung von Amtsgerichten vom 30. Juli 1932 wurde das Amtsgericht Penkun zum 30. September 1932 aufgehoben und sein Sprengel zwischen dem Amtsgericht Stettin und dem Amtsgericht Gartz (Oder) aufgeteilt. Gegen die Schließung dieser Amtsgerichte agitierte die NSDAP in vielen Fällen. Nach der Machtergreifung 1933 wurden mit dem Gesetz über die Wiedereinrichtung aufgehobener Amtsgerichte und die Schaffung von Zweigstellen der Amtsgerichte vom 29. August 1933 eine Reihe dieser im Vorjahr aufgehobenen Gerichte zum 1. Oktober 1933 wieder eingerichtet, darunter auch das Amtsgericht Penkun.
Im Jahre 1945 wurde der größte Teil Pommerns unter polnische Verwaltung gestellt. Damit endete die Geschichte der Stettiner Land- und Oberlandesgerichte. Das Amtsgericht Penkun befand sich westlich der Oder-Neiße-Grenze und blieb daher zunächst erhalten, wurde aber nun dem Landgericht Greifswald und dem Oberlandesgericht Schwerin nachgeordnet. In der DDR wurde das Amtsgericht Penkun zum 1. Oktober 1950 aufgehoben und sein Bezirk anderen Amtsgerichten zugeordnet, darunter die Stadt Penkun dem Amtsgericht Prenzlau.